# Campeonato Mundial de Atletismo de 2015 - Salto em altura masculino
A prova do salto em altura masculino do Campeonato Mundial de Atletismo de 2015 foi disputada entre 28 e 30 de agosto no Estádio Nacional de Pequim, em Pequim.

## Recordes
Antes desta competição, os recordes mundiais e do campeonato nesta prova eram os seguintes:
| Tipo                  | Atleta            | Altura | Local     | Data                 | Ref |
| --------------------- | ----------------- | ------ | --------- | -------------------- | --- |
|                       | Javier Sotomayor  | 2,45   | Salamanca | 27 de julho de 1993  | ver |
| Recorde do campeonato | Bohdan Bondarenko | 2,41   | Moscou    | 15 de agosto de 2013 | ver |

## Medalhas
| Ouro               | Prata                                        | Bronze |
| Derek Drouin (CAN) | Bohdan Bondarenko (UKR) · Zhang Guowei (CHN) |        |

## Cronograma
Todos os horários são locais (UTC+8).
| Data         | Hora  | Evento        |
| ------------ | ----- | ------------- |
| 28 de agosto | 09:45 | Eliminatórias |
| 30 de agosto | 18:30 | Final         |

## Resultados

### Eliminatórias
Qualificação: 2,31 m (Q) e pelo menos 12 melhores (q) avançam para a final. 
| Colocação | Grupo | Atleta                  | Nacionalidade  | #2.17 | #2.22 | #2.26 | #2.29 | #2.31 | Marca | Notas |
| --------- | ----- | ----------------------- | -------------- | ----- | ----- | ----- | ----- | ----- | ----- | ----- |
| 1         | A     | Derek Drouin            | Canadá         | o     | o     | o     | o     | o     | 2.31  | Q     |
| 1         | B     | Zhang Guowei            | China          | o     | o     | o     | o     | o     | 2.31  | Q     |
| 3         | B     | Bohdan Bondarenko       | Ucrânia        | –     | o     | –     | xo    | o     | 2.31  | Q     |
| 3         | A     | Mutaz Essa Barshim      | Catar          | –     | o     | o     | xo    | o     | 2.31  | Q     |
| 5         | A     | Brandon Starc           | Austrália      | o     | o     | xxo   | xxo   | o     | 2.31  | Q, PB |
| 6         | A     | Eike Onnen              | Alemanha       | o     | o     | o     | o     | xxo   | 2.31  | Q     |
| 7         | B     | Dimitrios Chondrokoukis | Chipre         | o     | o     | o     | xo    | xxo   | 2.31  | Q     |
| 8         | B     | Jaroslav Bába           | Chéquia        | o     | o     | o     | xxo   | xxo   | 2.31  | Q, SB |
| 8         | A     | Konstadinos Baniotis    | Grécia         | o     | o     | xo    | xo    | xxo   | 2.31  | Q, SB |
| 10        | B     | Daniil Tsyplakov        | Rússia         | o     | o     | o     | o     | xx–   | 2.29  | q     |
| 10        | B     | Donald Thomas           | Bahamas        | o     | o     | o     | o     | x–    | 2.29  | q     |
| 10        | B     | Erik Kynard             | Estados Unidos | o     | o     | o     | o     | xxx   | 2.29  | q     |
| 10        | A     | Gianmarco Tamberi       | Itália         | o     | o     | o     | o     | xxx   | 2.29  | q     |
| 10        | A     | Trevor Barry            | Bahamas        | o     | o     | o     | o     | xxx   | 2.29  | q, SB |
| 15        | B     | Majededdin Ghazal       | Síria          | o     | o     | xo    | o     | xxx   | 2.29  | NR    |
| 16        | A     | JaCorian Duffield       | Estados Unidos | xxo   | o     | o     | o     | xxx   | 2.29  |       |
| 17        | A     | Andriy Protsenko        | Ucrânia        | o     | xo    | xo    | xo    | xxx   | 2.29  |       |
| 18        | B     | Michael Mason           | Canadá         | o     | o     | o     | xxx   |       | 2.26  |       |
| 18        | A     | Robert Grabarz          | Grã-Bretanha   | –     | o     | o     | xxx   |       | 2.26  |       |
| 18        | A     | Wang Yu                 | China          | o     | o     | o     | xxx   |       | 2.26  |       |
| 21        | B     | Joel Baden              | Austrália      | o     | xo    | o     | xxx   |       | 2.26  | SB    |
| 22        | A     | Jesse Williams          | Estados Unidos | o     | o     | xo    | xxx   |       | 2.26  |       |
| 22        | A     | Mihai Donisan           | Roménia        | o     | o     | xo    | xxx   |       | 2.26  |       |
| 24        | A     | Ivan Ukhov              | Rússia         | o     | xo    | xo    | xxx   |       | 2.26  |       |
| 25        | B     | Ryan Ingraham           | Bahamas        | xxo   | –     | xo    | xxx   |       | 2.26  |       |
| 25        | A     | Naoto Tobe              | Japão          | o     | xxo   | xo    | xxx   |       | 2.26  |       |
| 27        | B     | Dmytro Yakovenko        | Ucrânia        | xo    | o     | xxo   | xxx   |       | 2.26  |       |
| 28        | B     | Mateusz Przybylko       | Alemanha       | o     | o     | xxx   |       |       | 2.22  |       |
| 28        | A     | Kabelo Kgosiemang       | Botswana       | o     | o     | xxx   |       |       | 2.22  |       |
| 28        | A     | Takashi Eto             | Japão          | o     | o     | xxx   |       |       | 2.22  |       |
| 28        | A     | Yuriy Krymarenko        | Ucrânia        | o     | o     | xxx   |       |       | 2.22  |       |
| 32        | B     | Hsiang Chun-hsien       | Taipé Chinesa  | xxo   | o     | –     | xxx   |       | 2.22  |       |
| 33        | B     | Dmitry Kroyter          | Israel         | o     | xo    | xxx   |       |       | 2.22  |       |
| 33        | A     | Sylwester Bednarek      | Polónia        | o     | xo    | xxx   |       |       | 2.22  |       |
| 35        | B     | Yuji Hiramatsu          | Japão          | o     | xxx   |       |       |       | 2.17  |       |
| 35        | A     | Ali Mohd Younes Idriss  | Sudão          | o     | xxx   |       |       |       | 2.17  |       |
| 37        | B     | Eugenio Rossi           | San Marino     | xo    | xxx   |       |       |       | 2.17  |       |
| 37        | B     | Matúš Bubeník           | Eslováquia     | xo    | xxx   |       |       |       | 2.17  |       |
| 39        | B     | Talles Frederico Silva  | Brasil         | xxo   | xxx   |       |       |       | 2.17  |       |
| 40        | B     | Raivydas Stanys         | Lituânia       | xxx   |       |       |       |       | NM    |       |
| 40        | B     | Marco Fassinotti        | Itália         |       |       |       |       |       | DNS   |       |

### Final
A final ocorreu às 18:30.
| Colocação        | Atleta                  | Nacionalidade  | #2.20 | #2.25 | #2.29 | #2.33 | #2.36 | #2.36 | #2.34 | Marca | Notas |
| ---------------- | ----------------------- | -------------- | ----- | ----- | ----- | ----- | ----- | ----- | ----- | ----- | ----- |
| Medalha de ouro  | Derek Drouin            | Canadá         | o     | o     | o     | o     | xxx   | x     | o     | 2.34  |       |
| Medalha de prata | Bohdan Bondarenko       | Ucrânia        | −     | o     | −     | o     | xxx   | x     | x     | 2.33  |       |
| Medalha de prata | Zhang Guowei            | China          | o     | o     | o     | o     | xxx   | x     | x     | 2.33  |       |
| 4                | Mutaz Essa Barshim      | Catar          | o     | o     | xo    | o     | xxx   |       |       | 2.33  |       |
| 5                | Daniil Tsyplakov        | Rússia         | o     | o     | o     | xxx   |       |       |       | 2.29  |       |
| 6                | Donald Thomas           | Bahamas        | o     | o     | xo    | −     | xxx   |       |       | 2.29  |       |
| 7                | Jaroslav Bába           | Chéquia        | o     | xo    | xo    | xxx   |       |       |       | 2.29  |       |
| 8                | Erik Kynard             | Estados Unidos | o     | o     | xxx   |       |       |       |       | 2.25  |       |
| 8                | Gianmarco Tamberi       | Itália         | o     | o     | xxx   |       |       |       |       | 2.25  |       |
| 10               | Trevor Barry            | Bahamas        | xxo   | o     | xxx   |       |       |       |       | 2.25  |       |
| 11               | Dimitrios Chondrokoukis | Chipre         | o     | xo    | xxx   |       |       |       |       | 2.25  |       |
| 12               | Brandon Starc           | Austrália      | o     | xxo   | xxx   |       |       |       |       | 2.25  |       |
| 12               | Eike Onnen              | Alemanha       | o     | xxo   | xxx   |       |       |       |       | 2.25  |       |
| 14               | Konstadinos Baniotis    | Grécia         | xo    | xxx   |       |       |       |       |       | 2.20  |       |

Legenda
| Recorde mundial       | Recorde mundial (World record)               |                       | Recorde africano                      | Recorde africano (African) |                                           | Q | Classificado por posição (Qualified) |
| Recorde do campeonato | Recorde do campeonato (Championship record)  | Recorde da América    | Recorde da América (Americas)         | q                          | Classificado por melhor tempo (Qualified) |   |                                      |
| Melhor marca do ano   | Melhor marca do ano (World leading)          | Recorde asiático      | Recorde asiático (Asian)              | DNS                        | Não largou (Did not start)                |   |                                      |
| Recorde nacional      | Recorde nacional (National record)           | Recorde europeu       | Recorde europeu (European)            | DNF                        | Não terminou (Did not finish)             |   |                                      |
| Recorde pessoal       | Recorde pessoal do atleta (Personal best)    | Recorde da Oceania    | Recorde da Oceania (Oceania)          | DSQ / DQ                   | Desclassificado (Disqualified)            |   |                                      |
| Recorde da temporada  | Recorde da temporada do atleta (Season best) | Recorde sul-americano | Recorde sul-americano (South America) | NM                         | Sem marca (No mark)                       |   |                                      |